# Instituto C. G. Jung (Zurique)

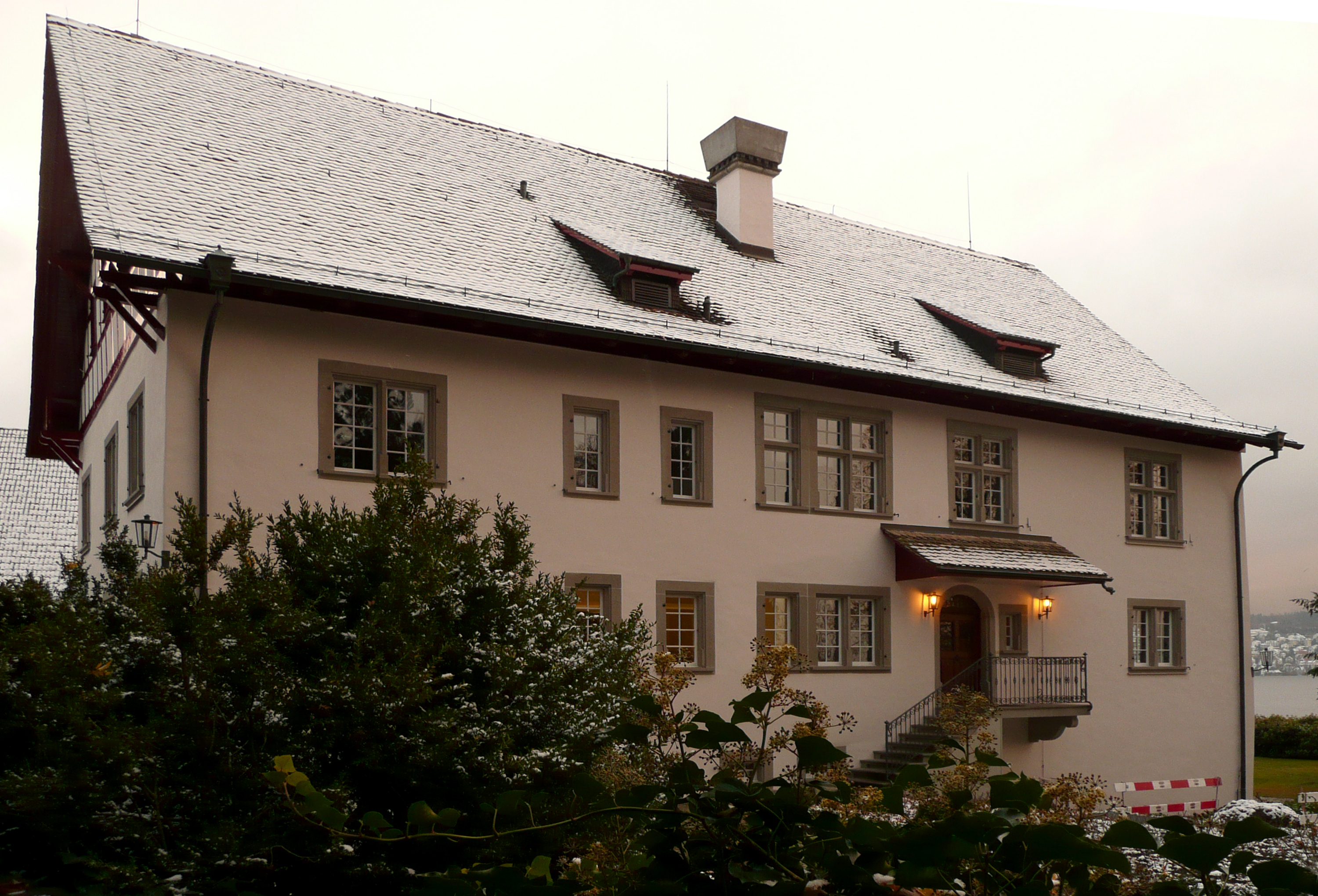
Instituto C. G. Jung em Zurique

O Instituto C.G. Jung na Suíça, está localizado no cantão de Zurique - na comuna de Küsnacht - e foi fundado em 1948 pelo psiquiatra Carl Gustav Jung, o criador da Psicologia analítica (frequentemente chamada de Psicologia Junguiana). Marie-Louise von Franz e Jolande Jacobi também atuaram ativamente na fundação e primeiros anos do Instituto Carl Gustav Jung. A médica psiquiatra brasileira Nise da Silveira foi uma das alunas do instituto. Ela estudou em dois períodos: De 1957 a 1958, e de 1961 a 1962. Lá recebeu supervisão em psicanálise por Marie-Louise von Franz, assistente de Jung.

## Objetivos
O Instituto foi fundado em 1948 para treinar e conduzir pesquisas nos campos da Psicologia Analítica e Psicoterapia. C. G. Jung liderou o Instituto até 1961, ano de sua morte. A biblioteca do instituo aloja por volta de 15.000 livros e periódicos relacionados à Psicologia Junguiana.
Diversas outras organizações com o mesmo nome existem pelo mundo.